# Lanitz-Hassel-Tal
Lanitz-Hassel-Tal település Németországban, azon belül Szász-Anhalt tartományban. Lakosainak száma 1028 fő (2023. december 31.). Lanitz-Hassel-Tal Balgstädt és Bad Sulza községekkel határos.

## Népesség
A település népességének változása:
| Lakosok száma | 1179 | 1117 | 1085 | 1050 | 1050 | 1028 |
|               | 2014 | 2017 | 2019 | 2021 | 2022 | 2023 |